# 벤자민 주키치
벤자민 주키치(영어: Benjamin Daniel Jukich 벤저민 대니얼 주키치[*], 1982년 10월 17일 ~ )는 미국의 전 야구 선수이자, 전 KBO 리그 LG 트윈스의 투수이다. 베네수엘라의 윈터 리그에 참가할 것으로 예상됐던 주키치는 LG 측에서 마무리 훈련을 참가해 달라는 요청과 함께 한 달 1만 달러로 계산해 2개월 간 2만 달러를 별도로 받게 되었다. 주키치는 일란성 쌍둥이이며, 그의 형은 평범한 회사원이라고 한다.

## 선수 활동
다코타웨슬리안대학교 출신으로 첫 프로 선수가 된 주키치는 2006년 오클랜드 애슬레틱스의 13라운드 지명을 받기 전 NAIA 리그에서 144개의 탈삼진과 9이닝당 13.7개의 탈삼진으로 1위에 올랐다. 1년 후 오클랜드 애슬레틱스는 신시내티 레즈에서 크리스 데노피아를 데려오면서 그와 마커스 맥버스를 보냈다.

### KBO
LG 트윈스 스카우트 팀의 강상수가 눈여겨보게 되어 LG 트윈스에서 2010년 시즌이 끝난 후 그를 영입하였다. 2011년 5월 15일 주키치는 목동 넥센전에서 8회 1사까지 볼넷 3개만 내준 노히트 행진을 이어갔지만 송지만에게 안타를 허용하여 KBO 리그 11년 만의 노히트가 물거품이 되었다. 그러나 주키치는 동요하지 않고 남은 이닝을 무안타로 틀어 막으며 통산 39번째 원히터를 작성, 완봉승을 챙겼다. 주키치는 노히트가 날아간 것을 아쉬워하지 않고 3년 만에 완봉승을 기록한 것에 기쁨을 표했다. 2011년 8월 5일 잠실 한화전에서는 8회까지 퍼펙트 행진을 이어 갔으나, 이양기에게 안타를 허용하여 퍼펙트 달성에는 실패했다. 2011년 9월 20일 잠실 넥센전에서 승리하여 데니 해리거, 에프레인 발데스, 옥스프링에 이어 LG 트윈스 외국인 10승대 투수가 되었으며 187과 2/3이닝을 소화하여 2011 시즌 가장 많은 이닝을 소화한 투수가 되었다. 포수 중 심광호와 호흡이 잘 맞는다는 특성이 있어서 심광호가 LG로 이적한 이후 주키치의 전담 포수가 되었다. 시즌 후 리즈와 함께 재계약했다. 2013년시즌은 지독한 부진에서 벗어나지 못하며 웨이버 공시&트레이드 루머까지 나왔지만, 김기태 LG 감독은 끝까지 안고 가겠다고 하였으나, 후반기에 한 경기 나와서 4와 2/3이닝 동안 9실점(8자책)을 하고 2군에서만 나오고있다. 2013년시즌 후 보류선수 명단에 포함은 되었지만, 2014년 1월 4일 LG 트윈스는 주키치와의 재계약을 포기하였다.(이는 추후에 용병투수가 성적부진 및 뜻하지 않은 부상으로 퇴출이 될 때 주키치가 의사만 있으면 LG 트윈스에서 뛰게 할 수 있도록 한 조치라고 한다. 2013 시즌 중 퇴출당한 NC 다이노스의 아담 윌크도 이런 조치식으로 올라갔다.) 그의 대체 선수로는 우완투수  코리 리오단이 영입되었다.
미국으로 돌아간 이후 2014년 4월 18일 현역 은퇴를 선언하였다.

## 플레이 스타일
주키치는 구속보다 제구력을 주력으로 하는 투수다. 수준급 구종은 없지만 스리쿼터 딜리버리에서 나오는 브레이킹볼의 커맨드가 대단히 좋으며 87-90마일의 패스트볼과 나쁘지 않은 체인지업을 가지고 있다. 딜리버리 때 공을 잘 숨기며 공의 하강 각도가 좋다.
주키치는 195센티미터의 큰 키로 1루 쪽 마운드 끝을 밟고 던지며 홈 플레이트가 아닌 1루 쪽을 향한 뒤 상체를 비틀어 투구하는 변칙적인 동작의 투구폼을 구사하며 1루 덕아웃을 향한 디딤발로 도루 허용률까지 낮출 수 있는 장점도 갖추고 있다.

## 통산 기록
| 연 도          | 소 속          | 나 이          | 승 리 | 패 전 | 승 률 | 평 자 책 | 출 장 | 선 발 | 완 투 | 완 봉 | 세 이 브 | 홀 드 | 이 닝 | 피 안 타 | 피 홈 런 | 볼 넷 | 고 4 | 탈 삼 진 | 몸 맞 | 보 크 | 폭 투 | 실 점 | 자 책 | 타 자 수 | W H I P |
| -------------- | -------------- | -------------- | ----- | ----- | ----- | -------- | ----- | ----- | ----- | ----- | -------- | ----- | ----- | -------- | -------- | ----- | ---- | -------- | ----- | ----- | ----- | ----- | ----- | -------- | ------- |
| 2011           | LG             | 29             | 10    | 8     | .556  | 3.60     | 32    | 31    | 1     | 1     | 1        | 0     | 187.2 | 174      | 9        | 53    | 2    | 150      | 1     | 3     | 7     | 86    | 75    | 773      | 1.21    |
| 2012           | LG             | 30             | 11    | 8     | .579  | 3.45     | 30    | 29    | 0     | 0     | 0        | 1     | 177.1 | 179      | 6        | 54    | 0    | 96       | 4     | 1     | 9     | 75    | 68    | 750      | 1.31    |
| 2013           | LG             | 31             | 4     | 6     | .400  | 6.30     | 15    | 15    | 1     | 0     | 0        | 0     | 75.2  | 96       | 6        | 28    | 0    | 49       | 4     | 0     | 5     | 56    | 53    | 341      | 1.64    |
| KBO 통산 : 3년 | KBO 통산 : 3년 | KBO 통산 : 3년 | 25    | 22    | .532  | 4.00     | 77    | 75    | 2     | 1     | 1        | 1     | 440.2 | 449      | 21       | 135   | 2    | 295      | 9     | 4     | 21    | 217   | 196   | 1864     | 1.33    |

- 시즌 기록 중 굵은 글씨는 해당 시즌 최고 기록

## 같이 보기
- 크리스 니코스키
- 게리 글러버